# Ferrari P4/5
A Ferrari P4/5, hivatalos nevén Ferrari P4/5 by Pininfarina a Ferrari által készített, de a Pininfarina által újratervezett sportkocsi. James Glickenhaus filmrendező és tőzsdemogul külön kérésére készítették el 2006-ban. A kocsi eredetileg egy Enzo Ferrari volt, de ez nem volt elég extravagáns a filmrendezőnek, ezért átalakíttatta. Az autó átalakítása hozzávetőlegesen 4 millió amerikai dollárba került Glickenhausnak.